# Triumfetta arborescens
Triumfetta arborescens är en malvaväxtart som först beskrevs av Berthold Carl Seemann, och fick sitt nu gällande namn av Thomas Archibald Sprague. Triumfetta arborescens ingår i släktet triumfettor, och familjen malvaväxter. Inga underarter finns listade i Catalogue of Life.